# Шаригін Артем Віталійович
Арте́м Віта́лійович Шари́гін (29 грудня 1993 — 29 серпня 2014) — молодший сержант міліції України, учасник російсько-української війни.

## Короткий життєпис
Народився 1993 року в місті Херсон. Був другою дитиною у батьків. Закінчив загальноосвітню школу; Херсонський професійний суднобудівний ліцей. Проходив строкову службу у десантних військах, 25-та бригада, де відслужив строкову службу старший брат. Хотів служити в міліції, не підійшов за зростом.
У часі війни — доброволець, боєць добровольчого батальйону патрульної служби міліції особливого призначення «Херсон».
Бойове хрещення прийняв під Іловайськом, третього дня зазнав поранень осколками в голову. 27 серпня востаннє зателефонував до рідних. Зник безвісти під Іловайськом в часі прориву з оточення. За свідченнями побратимів, поліг 29-го серпня під час виходу з Іловайського котла «зеленим коридором» на дорозі поміж селом Новокатеринівка та хутором Горбатенко. Намагався вирватися автівкою з іще двома побратимами, влучив снаряд.
2 вересня 2014-го тіло Артема Шаригіна разом з тілами 87 інших загиблих у Іловайському котлі було привезено до запорізького моргу. Ідентифікований серед загиблих за експертизою ДНК. 14 жовтня 2015 року Артема перепоховали на кладовищі села Новорепівка.
Без сина лишилась мама Любов Шаригіна, батько Віталій, старший брат.

## Нагороди та вшанування
За особисту мужність і героїзм, виявлені у захисті державного суверенітету та територіальної цілісності України, вірність військовій присязі під час російсько-української війни, відзначений — нагороджений
- 25 листопада 2015 року — орденом «За мужність» III ступеня (посмертно)[1]
- у травні 2016-го в Херсонському морському ліцеї відкрито меморіальну дошку випускнику Артему Шаригіну
- Його портрет розміщений на меморіалі «Стіна пам'яті полеглих за Україну» у Києві: секція 4, ряд 2, місце 6
- Вшановується 29 серпня на щоденному ранковому церемоніалі вшанування українських захисників, які загинули цього дня у різні роки внаслідок російської збройної агресії[2]
- Іловайський Хрест (посмертно)